# Alcathousites asperipennis
Alcathousites asperipennis är en skalbaggsart som först beskrevs av Leon Fairmaire och Germain 1859.  Alcathousites asperipennis ingår i släktet Alcathousites och familjen långhorningar. Inga underarter finns listade i Catalogue of Life.